# Cem Gülay
Cem Gülay (* 1970 in Hamburg) ist ein deutscher Schriftsteller. 

## Leben
Gülay wuchs als Sohn türkischer Eltern in Hamburg auf. Er besuchte das Gymnasium, wurde schließlich Schulsprecher. Nach dem Abitur 1991 plante er ein Studium, begab sich jedoch in ein kleinkriminelles Milieu im Migrantenumfeld. Erst 2001 gelang ihm der Ausstieg. Seither engagiert er sich für die Integration Jugendlicher mit Migrationshintergrund. Gülays autobiografisches Buch Türken-Sam erregte 2009 Aufmerksamkeit in Deutschland. Gülay lebt in Berlin.

## Werke
- mit Helmut Kuhn: Türken-Sam. Eine deutsche Gangsterkarriere, Deutscher Taschenbuch Verlag, München 2009, ISBN 978-3-423-24767-2.
- mit Helmut Kuhn: Kein Döner-Land. Kurze Interviews mit fiesen Migranten, Deutscher Taschenbuch Verlag, München 2012, ISBN 978-3-423-24952-2.
- mit Edgar Rai: Sunny war gestern. Roman, Deutscher Taschenbuch Verlag, München 2014, ISBN 978-3-423-74002-9.